# آرامش دوستدار
آرامش دوستدار (۲ خرداد ۱۳۱۰ – ۵ آبان ۱۴۰۰) فیلسوف و روشنفکر ایرانی بود. او در سال ۱۳۱۰ در تهران و در خانواده‌ای بهائی زاده شد؛ ولی بعدها دین‌ناباور شد. دوستدار در سال ۱۳۵۰، مدرک دکترای خود در فلسفه و روان‌شناسی و دین‌شناسی تطبیقی را از دانشگاه بن آلمان دریافت کرد. شهرت وی به دلیل دیدگاه‌های انتقادی او دربارهٔ دین و فرهنگ دینی در جامعهٔ ایران است.
او بیان می‌کرد که فرهنگ ایرانی فرهنگی «دین‌خو» است و از این رو قدرت اندیشیدن ندارد. او در فلسفه «دین‌خویی» خود، جوانب اجتماعی و تاریخی دین و نقش آن در سیر جوامع را نادیده می‌گرفت و معتقد بود جز تعدادی محدود در تاریخ ایران، دیگر کسی «پرسش» و «اندیشه» نکرده است. مشهورترین کتاب او امتناع تفکر در فرهنگ دینی است.

## زندگی
آرامش دوستدار در سال ۱۳۱۰ در تهران و در خانواده‌ای بهائی زاده شد ولی بعدها دین‌ناباور شد. او برادرزاده احسان‌الله خان دوستدار است. آرامش دوستدار در سال ۱۳۳۷ برای تحصیل فلسفه به آلمان رفت و در سال ۱۳۵۰ مدرک دکترای خود در فلسفه و روان‌شناسی و دین‌شناسی تطبیقی را از دانشگاه بن دریافت کرد. عنوان رساله دکتری او «رابطه اخلاق و ارادهٔ سلطه‌گرا در آثار نیچه» بود. وی از سال ۱۳۵۱ تا ۱۳۵۸ به عنوان استاد به تدریس در گروه فلسفه دانشگاه تهران پرداخت و در پی بسته شدن دانشگاه‌ها به دنبال انقلاب فرهنگی ایران از دانشگاه اخراج شد و دیگر بار به آلمان مهاجرت کرد.

## دیدگاه
«در فرهنگ دینی، اندیشیدن محال است.»

آرامش دوستدار
مشهورترین اثر آرامش دوستدار، کتاب امتناع تفکر در فرهنگ دینی است که با واکنش‌های فراوانی مواجه شده است. دوستدار در این کتاب با نام‌گذاری «فرهنگ دین‌خو» بر فرهنگ ایران پیش و پس از اسلام، این پندار را که فرهنگ ایران اندیشنده و پرسنده است؛ به چالش و پرسش کشیده است.
نخستین مقاله انتقادی دوستدار با نام امتناع تفکر در فرهنگ دینی با نام مستعار «بابک بامدادان» در سال ۱۳۶۱ در نشریه الفبا چاپ پاریس به سردبیری غلامحسین ساعدی منتشر شد. چاپ این مقاله، نام او را به عنوان اندیشمندی نوجو، صاحب‌نظر و جسور به دیگران شناساند. بیان جسورانه، زبان بی‌پرده و تا اندازه‌ای پرخاشجو در نفوذ نوشته‌هایش در میان اهل فکر و اندیشه مؤثر بودند.
شهرت وی به دلیل دیدگاه‌های انتقادی دربارهٔ دین و فرهنگ دینی در جامعهٔ ایران است. وی بر این باور است که فرهنگ ایرانی فرهنگی «دین‌خو» است و از این روی قدرت اندیشیدن ندارد. از نظر دوستدار ایجاد تراژدی در معنی راستین آن، به‌جز موارد استثنا در شاهنامه فردوسی، در فرهنگ ایران امکان‌پذیر نیست. دیدگاهی که با نقد دیگران روبرو شده است. از دید او در کل تاریخ دین‌خوی ایران، تنها خیام، محمد رازی، فردوسی، و ابن مقفع (روزبه) اندیشیده‌اند یا به‌راستی پرسیده‌اند و به این فرایند نزدیک شده‌اند. واژه‌های «دین‌خویی» و «امتناع تفکر» و روزمرگی، سه واژهٔ کلیدی او هستند. آرامش دوستدار «دین‌خویی» را نه شکلی از تفکر که «امتناع تفکر» به معنای محال بودن اندیشیدن در فرهنگ دینی می‌داند. او در کتاب «خویشاوندی پنهان» در بخشی با عنوان «شاخص‌های فرهنگ دینی» بعد نخست «فرهنگ دینی» را عدم پرسش‌گری می‌داند. او معتقد است آنچه در فرهنگ دینی وجود دارد نه پرسش که «استخبار» است و در فرهنگ دینی پرسش، محال است. آرامش دوستدار روشنفکری است که در مواجهه با حوادث پس از انقلاب ۱۳۵۷ نظیر قتل‌های زنجیره‌ای و حکومت روحانیان، مردم ایران و فرهنگ ایرانی و نه حزب، گروه یا دسته خاصی را مقصر می‌داند.
از دید آرامش دوستدار، توضیح المسائل به پرسش مؤمنان پاسخ نمی‌دهد. بلکه تنها جواب‌هایی از پیش تعیین شده ارائه می‌کند و هیچ چون و چرایی در این پاسخ وارد نیست؛ بنابراین این گونه پرسندگی دروغ است؛ زیرا نه بر پایه چالش فکری بلکه تنها برای اطمینان از داوری‌ها و ارزش‌ها و باورهای پیشین، و تأیید و ابرام عقاید پرسنده است.
شناخت علمی با تردید در باورهای پیشینی و به دنبال آن، با پرسش و کاوش بی‌قید و بند به‌دست می‌آید. اما انسان متدین یا باورمند همه چیز را پیشاپیش می‌داند. بنابرین نیازی به خردورزی و کندوکاو علمی نمی‌بیند.

## نقدها و نظرات
اندیشه دوستدار، به ویژه تعریفی که از دین‌خویی ارائه می‌دهد و تعارض آن با تفکر، به ویژه تفکر فلسفی، مورد نقدهای جدی قرار گرفته است. مهم‌ترین انتقاد مخالفان او این است که دوستدار، دین را نه بسان بنیاد یا مؤسسه‌ای اجتماعی، با نقش و کارکرد مشخص تاریخی، بلکه تنها در چارچوب فلسفه فرهنگ و به عنوان نمودی ذهنی بررسی می‌کند؛ یعنی او جوانب اجتماعی یا تاریخی دین و نقش آن در سیر جوامع را نادیده می‌گیرد.
بسیاری از منتقدان، رابطه فرهنگ دینی (اسلامی) با عقب‌ماندگی ذهنی یا عمومی را ناموجه می‌دانند و آن را برخاسته از خشم بغض‌آلود دوستدار از پیروزی اسلام سیاسی در ایران می‌دانند. آنها می‌گویند دیدگاه اندیشه دوستدار نشان نمی‌دهد کدام عوامل ذهنی (باورهای دینی) به انقلاب ۱۳۵۷ انجامید و تنها، می‌گوید که انقلاب، سرنوشت قهری جامعه‌ای است که به عارضه‌ای به نام دین‌خویی دچار شده است. همچنین گفته می‌شود دوستدار برای کیش اسلام یک ذات جداگانه قائل است که ظاهراً با ادیان دیگر متفاوت است و عوارض وخیم‌تری دارد.
منتقدان گفته‌اند که دوستدار با گرایش به خودبنیادی فرهنگی، فرهنگ را ذاتی ثابت و استوار می‌پندارد که خصلت فراتاریخی دارد؛ یعنی در طول زمان، و از ازل تا ابد پایدار است و تغییری نمی‌کند. با چیرگی یک دین که همواره با باورهای جادویی و آیین‌های غیرعقلانی همراه است هسته یا ذات فرهنگ آسیب کمی می‌بیند تا آنجا که جامعه کاملاً فلج می‌شود و توان تفکر را موقت یا برای همیشه از دست می‌دهد. دوستدار به پیروی از اندیشوران فلسفه فرهنگ، دین را نه به عنوان یک تجربه نفسانی و دارای نقش اعتلایی، جدا و مستقل از شناخت علمی می‌داند بلکه در تقابل کامل با اندیشه علمی قرار داد به گونه‌ای که آن را به تابعی از کشمکش‌های فکری و ایدئولوژیک فرو می‌کاهد.
محمدرضا نیکفر، که دوست دوستدار بوده، در سلسله مقالاتی در رایو زمانه به نقد آرای دوستدار پرداخته و کتاب ایدئولوژی ایرانی را در نقد دوستدار منتشر کرده است. نیکفر در اعتقاد به ناپرسایی مسلمانان در رابطه با متون مذهبی با دوستدار هم‌نظر است اما معتقد است دوستدار به این پرسش پاسخ نمی‌دهد که فرهنگ‌های دیگر به جز فرهنگ ایرانی، همچون اروپای قرون وسطی و ایالات متحده امروزی، نیز حتی در دوران مدرن «دین‌خو» هستند و زین رو نظریه او را غیرشفاف می‌داند. به اعتقاد نیکفر، «برخلاف باور دوستدار تفکر در فرهنگ اسلامی‌ماب نه ممتنع، بلکه ممکن است» و در اسلام نیز همچون سایر ادیان فکر کردن ممکن است. نیکفر معتقد است در یک جامعه دینی نیز فرد می‌تواند پرسشگر و انتقادگر باشد و دوستدار که خود در فرهنگ ایرانی پرورش یافته، نمونه خوبی از این پرسشگری است.
اندیشوران دینی، به ویژه آنها که باورهای دینی را در تناقض با شناخت علمی نمی‌بینند در پاسخ به آرامش دوستدار می‌گویند دین را می‌توان مجموعه‌ای از باورها و ارزش‌های اخلاقی یا هنجار دانست که الزاماً ارزش شناختی و علمی ندارد. بنابرین نباید با معیارهای علمی سنجیده شود. انسان دینی هم می‌تواند اندیشمند و فرهیخته باشد که تجربه زندگی نیز همین را نشان داده است و اگر جز این بود در روزگار سلطه علم دیگر کسی پایبند ایمان باقی نمی‌ماند.
علی امینی نجفی، فیلمی در مورد زندگی و اندیشه‌های آرامش دوستدار با عنوان بیست قرن سکوت: دیداری با آرامش دوستدار ساخته است. تهیه‌کننده این فیلم پنجاه دقیقه‌ای احمد امینیان مدیر انجمن فرهنگی عمر خیام در بروکسل است.

## آثار
از آرامش دوستدار پنج کتاب به زبان فارسی و شماری مقاله و ترجمه چاپ شده است.

### کتاب‌ها
- امتناع تفکر در فرهنگ دینی، انتشارات خاوران، پاریس، ۱۳۷۰
- ملاحظات فلسفی در دین و علم، نشر آگه، تهران، ۱۳۵۹
- خویشاوندی پنهان، انتشارات فروغ و نشر دنا، کلن، ۱۳۸۷
- درخشش‌های تیره، انتشارات خاوران، پاریس، ۲۰۰۴
- زبان و شبه‌زبان فرهنگ و شبه‌فرهنگ، انتشارات فروغ، آلمان، ۲۰۱۸

### فصل کتاب
- ابوریحان بیرونی، فارابی، هایدگر، مجموعه مقالات، ترجمه گفتگوی آلمانی با هایدگر، وزارت فرهنگ و ارشاد اسلامی، تهران ۱۳۸۰

### مقالات مهم
- روشنفکری پیرامونی و مسئلهٔ زبان، مجله کنکاش در گستره تاریخ و سیاست، دفتر دهم، پاییز ۱۳۷۲